# Önskan
|  | Wiktionary har en ordboksartikel om önskan. |

Önskan (även optation) är ett substantiv för någonting som eftersträvas, med verbavdelningen önska. Ordet förekommer i ett antal sammansättningar, exempelvis:
- Önskebrunn – en vanlig vattenbrunn, där man kastar ned pengar
- Önskelista – en lista över önskade gåvor
- Önskesats – en satstyp som är definierad på basis av talarens attityd eller vilja
- Önsketänkande – en verklighetsuppfattning där man framhäver det som är önskvärt, och förtränger det som är oönskvärt